# ラズベリーキューブ
『ラズベリーキューブ』（英: RASPBERRY CUBE）は、まどそふとより2018年9月28日に発売された18禁美少女アドベンチャーゲームであり、2019年8月29日にはNintendo SwitchおよびPlayStation 4向けの移植版がiMelから発売された。

## システム
本作は、マップ選択式を採用しており、マップ上のヒロインを選択して好感度を高めていき、ヒロインとの交際が始まった後は個別ルートに移行する仕組みとなっている。
また、個別ルートをクリアすると、おまけHが解放される。

## あらすじ
主人公・吾妻 悟は、不良学生だった過去と決別すべく、遠戚を頼って数年ぶりに故郷・河江へと戻り、一人暮らしを始めた。
一日一善を目標に掲げた彼は、生徒会長の瑠莉を助けるが、逆に落とし穴に落とされた上、写真を撮られてしまう。
以降、悟は何かと瑠璃からちょっかいを出されるようになってしまう。

## 登場人物
※CVはPC版/Nintendo Switch、PlayStation 4版。
吾妻 悟（あづま さとる）
本作の主人公である元不良。
両親の離婚を機に河江を離れるが、母の死を機に戻ってくる。
桜庭・ヴィクトリア・瑠莉（さくらば ヴィクトリア るり）
声 - 小波すず / 藤沢れい香
学園の生徒会長。寡黙な性格もあり、孤高の優等生として知られている一方、実際はかなりの変人である。
自分を助けてくれた悟を落とし穴に落とした上に写真に収め、以降彼につきまとうようになる。
海道 美琴（かいどう みこと）
声 - 北見六花 / 小野涼子
主人公の遠い親戚。父親のせいで借金を抱えており、悟の住むアパートの大家をしている。異性に対する警戒感が薄い。
結月 悠（ゆづき ゆう）
声 - 飴川紫乃 / 小澤みのり
悟の同級生。実家が喫茶店兼ミリタリーショップであり、口は悪いものの、コーヒーを淹れるのが得意。
大人びた容姿をしているが、性交渉の経験は無い。
狩野 みなと（かのう みなと）
声 - 蒼乃むすび / 空賀花
休部状態の園芸部を立て直そうと奮起する新入生。

## 開発
本作の企画は2016年半ばに立てられた。
打ち合わせの中で、ヒロインとじっくり恋愛を楽しむ作品という方針がとられ、そこから詳細を詰めていく形で開発が進められた。
従来のまどそふとの作品では複数のキャラクターによる掛け合いが中心だったのに対し、本作では作品への没入感の増加とキャラクターの掘り下げを強化するために、前述の方針の一環としてヒロインとの1対1のやりとりに重きが置かれた。

### キャスティング
メインヒロインの一人である桜庭・ヴィクトリア・瑠莉の役には小波すずがオーディションを通じて選ばれた。
小波にとって本作が初めてのまどそふと作品への出演であり、スタジオでほかのキャラクターとバランス調整をしたため、「オーディションの時より声が低くなったんじゃなかったかな」としつつも、恋愛が進む中で声が高く、甘くなったとも2023年のBugBugとのインタビューの中で振り返っている。

### 移植
移植はまどそふととiMelが共同で行い、販売はiMelが担当した。

## 反響

### 受賞歴
- 萌えゲーアワード
  - 2018年9月発売タイトル月間賞 - 受賞[8]
  - 2018年 準大賞- 受賞[3]
  - 2018年 主題歌賞- 受賞[3]